# Șurii Noi, Drochia
Șurii Noi este un sat din cadrul comunei Șuri din raionul Drochia, Republica Moldova.

## Demografie

### Structura etnică
Structura etnică a satului conform recensământului populației din 2004:
| Grup etnic         | Populație | % Procentaj |
| ------------------ | --------- | ----------- |
| Moldoveni / Români | 635       | 97,69%      |
| Ucraineni          | 8         | 1,23%       |
| Ruși               | 5         | 0,77%       |
| Alții              | 2         | 0,31%       |
| Total              | 650       | 100%        |